# Kajüte (Gaststätte)
Die Kajüte war eine Musikgaststätte im Berliner Ortsteil Schöneberg.
Im Jahr 1949 wurde die Kajüte, eine verschont gebliebene Gaststätte in einer ausgebrannten Mietskaserne auf der Hinterseite des Rathauses Schöneberg in der Freiherr-vom-Stein-Straße, für Treffen von Jazzplatten-Liebhabern genutzt. 1950 kam der Posaunist Hans-Wolf Schneider mit seinen Musikern aus Leipzig nach Berlin und in die Kajüte, in der von 1951 an nun Livemusik gespielt wurde. Durch Schneiders Dixielandmusik mit Anklängen an den New-Orleans-Jazz wurde die Kajüte – neben der Badewanne im Tauentzienpalast in der Nürnberger Straße – bald eines der beliebtesten Jazzlokale West-Berlins. Sie wurde allerdings nicht von amerikanischen Besatzungssoldaten besucht, sondern blieb dem Berliner Publikum vorbehalten, vor allem den Studenten der Hochschule für Bildende Künste.
Als der Keller 1952 wegen drohender Einsturzgefahr geschlossen wurde, übernahm der Geschäftsführer der Kajüte, ein ehemaliger Polizist, ein Lokal am Breitenbachplatz in Dahlem und nannte es in Eierschale um. Die Eierschale errang allerdings nie jene Bedeutung, die Kajüte und Badewanne im Berliner Musikleben hatten.